# Sư đoàn Bộ binh 34 (Đức Quốc Xã)
Sư đoàn Bộ binh số 34 (tiếng Đức: 34. Infanteriedivision), là một sư đoàn bộ binh của Đức, tham gia trận chiến nước Pháp và mặt trận phía Đông trong giai đoạn chiến tranh thế giới thứ 2.

## Sĩ quan chỉ huy
- Trung tướng Erich Lüdke, ngày 01 tháng 4 năm 1936 - ngày 1 tháng 10 năm 1937
- Thiếu tướng Max von Viebahn, ngày 01 tháng 10 năm 1937 - ngày 01 tháng 3 năm 1938
- Trung tướng Friedrich Bremer, ngày 01 tháng 3 năm 1938 - ngày 01 tháng 4 năm 1939
- Hans Behlendorff, ngày 19 tháng 7 năm 1939 - ngày 10 tháng 5 năm 1940
- Trung tướng Werner Sanne, ngày 11 tháng 5 năm 1940 - ngày 1 tháng 11 năm 1940
- Hans Behlendorff, ngày 1 tháng 11 năm 1940 - ngày 18 tháng 10 năm 1941
- Trung tướng Friedrich Fürst, ngày 18 tháng 10 năm 1941 - ngày 5 tháng 9 năm 1942
- Trung tướng Theodor Scherer, ngày 5 tháng 9 năm 1942 - ngày 2 tháng 11 năm 1942
- Friedrich Hochbaum, ngày 2 tháng 11 năm 1942 - ngày 31 tháng 5 năm 1944
- Trung tướng Theobald Lieb, ngày 31 tháng 5 năm 1944 - năm 1945
- Đại tá Ferdinand Hippel, năm 1945

### Sách
- Mitcham, S. German Order of Battle, Volume 1, Stackpole, 2007, ISBN 0-8117-3416-1